# Aimo Puska
Aimo Kalevi Puska (ur. 23 stycznia 1952 w Saari, zm. 6 października 2010) – fiński lekkoatleta, który specjalizował się w rzucie oszczepem.
W 1970 roku zdobył w Paryżu złoty medal mistrzostw Europy juniorów. Rekord życiowy: 82,86 (28 maja 1975, Harjavalta).